# Cladonia sulphurina
Cladonia sulphurina (Michx.) Fr. (1831), è una specie di lichene appartenente al genere Cladonia,  dell'ordine Lecanorales.
Il nome deriva dal latino tardo sulphurinum, composto da sulphur che significa zolfo e dal suffisso -inum, in funzione di diminutivo, per il colore tendente al giallo che la contraddistingue.

## Caratteristiche fisiche
Il tallo primario è di colore variabile dal verde a varie tonalità di giallo. I podezi sono di forma eretta, presentano rigonfiamenti irregolari, in senso longitudinale hanno varie scanalature e la loro estremità superiore è frastagliata. A volte viene confusa, ad un esame superficiale, con C. deformis, di cui alcuni autori ritengono sia una forma.
Il fotobionte è principalmente un'alga verde delle Trentepohlia.

## Habitat
Questa specie richiede un clima che va da circumboreale a subartico. Cresce in posti all'ombra su substrato organico, più comune però su legni marcescenti e su ceppi di tronchi caduti. Predilige un pH del substrato molto acido o con valori intermedi fra molto acido e subneutrale. Il bisogno di umidità è mesofitico.

## Località di ritrovamento
La specie, presente in quasi tutti i continenti, è da considerarsi pressoché cosmopolita, ed è stata reperita nelle seguenti località: 

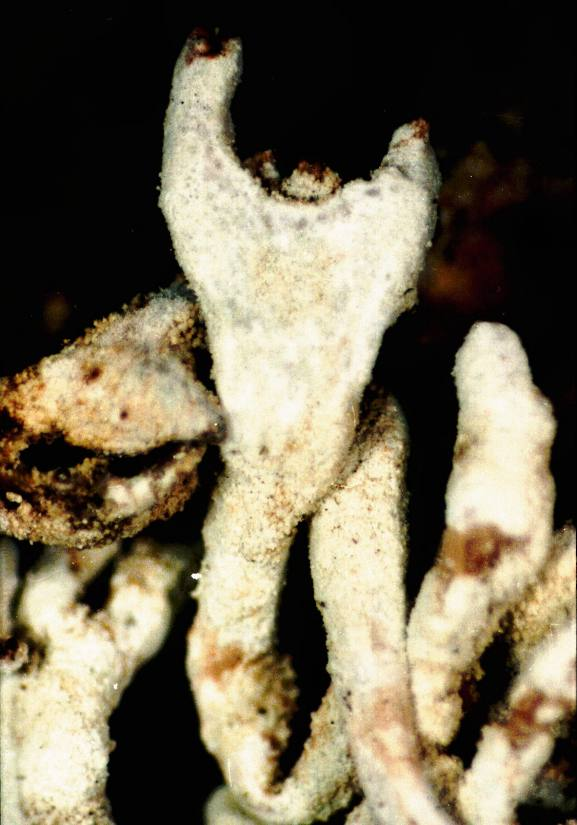
Cladonia sulphurina

- Canada (Ontario, Alberta, Columbia Britannica, Manitoba, Nuovo Brunswick, Terranova, Labrador, Nuova Scozia, Québec (provincia), Yukon);
- Germania (Turingia, Baden-Württemberg, Schleswig-Holstein, Essen, Meclemburgo, Baviera, Brandeburgo, Niedersachsen, Renania Settentrionale-Vestfalia, Sassonia, Sassonia-Anhalt);
- USA (Michigan, Maine, Alaska, Montana, New York, Vermont, Wisconsin);
- Austria (Oberösterreich, Steiermark);
- Cina (Jilin, Xinjiang);
- Antartide, Argentina, Cile, Danimarca, Estonia, Finlandia, Groenlandia, Islanda, Isole Orcadi meridionali, Lituania, Mongolia, Norvegia, Nuova Zelanda, Polonia, Regno Unito, Repubblica Ceca, Romania, Paesi Bassi, Spagna, Svezia, Turchia.

In Italia è presente, ma abbastanza rara, in tutto il Trentino-Alto Adige, nell'arco alpino piemontese, nella Lombardia settentrionale, nella parte nord-orientale del Veneto, nelle zone alpine friulane e in poche località al confine fra Emilia-Romagna e Lombardia.

## Tassonomia
Questa specie va riferita alla sezione Cocciferae,; al 2008 non se ne conoscono forme, sottospecie e varietà.